# Juan Bosca
Juan Pablo Bosca Fraquelli (Montevideo, 13 aprile 2005) è un calciatore uruguaiano, centrocampista del Racing Montevideo.

## Carriera
È cresciuto nel settore giovanile del Racing Montevideo, con cui ha firmato il suo primo contratto professionistico il 31 gennaio 2025. Ha esordito in prima squadra il 16 febbraio seguente nella partita di Primera División persa 2-0 contro il Defensor Sporting.

## Statistiche

### Presenze e reti nei club
Statistiche aggiornate al 6 aprile 2025.
| Stagione        | Squadra           | Campionato      | Campionato | Campionato | Coppe nazionali | Coppe nazionali | Coppe nazionali | Coppe continentali | Coppe continentali | Coppe continentali | Altre coppe | Altre coppe | Altre coppe | Totale | Totale | Totale |
| Stagione        | Squadra           | Comp            | Pres       | Reti       | Comp            | Pres            | Reti            | Comp               | Pres               | Reti               | Comp        | Pres        | Reti        | Pres   | Reti   |        |
| --------------- | ----------------- | --------------- | ---------- | ---------- | --------------- | --------------- | --------------- | ------------------ | ------------------ | ------------------ | ----------- | ----------- | ----------- | ------ | ------ | ------ |
| 2025            | Racing Montevideo | PD              | 5          | 0          | CU              | 0               | 0               | CS                 | 1                  | 0                  |             | -           | -           | 6      | 0      |        |
| Totale carriera | Totale carriera   | Totale carriera | 5          | 0          |                 | 0               | 0               |                    | 1                  | 0                  |             | -           | -           | 6      | 0      |        |